# Carlo Fieschi
Carlo Fieschi (Genova, ... – ...; fl. XIII secolo) è stato un politico italiano della Repubblica di Genova appartenente al ramo ligure dei conti di Lavagna della famiglia Fieschi.
Fu figura di rilievo nella politica genovese e nella gestione dei feudi della famiglia, nonché consigliere di Carlo I d’Angiò.

## Biografia
Carlo Fieschi nacque da Niccolò di Tedisio Fieschi e da Leonora, di casato sconosciuto, probabilmente a Genova nella seconda metà del XIII secolo. La sua posizione nella politica familiare fu inizialmente secondaria rispetto ai fratelli Ottobono Fieschi e Luca Fieschi, quest’ultimo cardinale.
Sposò una nobildonna di nome Teodora, la cui parentela è incerta, anche se secondo alcune fonti era legata a Carlo I d’Angiò. Dal matrimonio nacquero numerosi figli: Giovanni, Antonio, Luchino, Gabriele, Ginetta, Eliana, Isabella, Soborgia e, secondo alcune fonti, Luciana.

## Attività feudale e politica
Nel 1311, Carlo partecipò alla cerimonia con cui l’imperatore eletto Enrico VII abrogò il trattato tra Genova e Carlo I d’Angiò, accettandone la signoria. L’imperatore confermò a Carlo e ai suoi fratelli il possesso feudale di Pontremoli, centro strategico dell’area appenninica toscoligure.
Nel 1313, insieme ai fratelli Luca Fieschi e Ottobono Fieschi, Carlo ricevette da Enrico VII l’investitura dei feudi di Calestano, Marzolara e Vigolone, già posseduti dalla famiglia, e la conferma di tutti i patti stipulati in precedenza con il Comune di Genova.
Nel Pontremolese, Fieschi si adoperò per ridurre le divisioni tra abitanti del borgo e del contado, concedendo a questi ultimi la possibilità di sedere nel Consiglio generale senza però ottenere cariche pubbliche. Affrontò inoltre le ostilità di Franceschino Malaspina, marchese di Mulazzo, in un conflitto durato dal 1314 al 1319, conclusosi con il matrimonio di suo figlio Giovanni Fieschi con Donella di Giberto da Correggio, sancendo una tregua tra le famiglie.
Successivamente Pontremoli passò all’imperatore Ludovico il Bavaro e ai Rossi di Parma. Nel 1329 Carlo consolidò rapporti di parentela con i Rossi concedendo in sposa la figlia Ginetta Fieschi a Pietro Rossi.

## Ruolo nella politica genovese
Carlo Fieschi ebbe un ruolo significativo nella politica di Genova tra 1317 e 1318. Dopo la rottura dell’alleanza tra i Doria e gli Spinola i guelfi esclusi dalla città si allearono con i Fieschi e i Grimaldi.
Il 10 dicembre 1317 (secondo alcune fonti, 10 novembre) Carlo Fieschi, insieme a Gaspare Grimaldi, fu investito del governo di Genova come Capitano del Popolo, in un tentativo di restaurazione guelfa. Le sue condizioni erano difficili: la Riviera di Ponente era controllata dagli extrinseci ghibellini, che ricevettero aiuti da Matteo Visconti e suo figlio Marco Visconti. Dopo un lungo assedio, Carlo Fieschi e Grimaldi posero Genova sotto la protezione di Papa Giovanni XXII e del re di Napoli Roberto d’Angiò, ottenendo infine la resa dei ghibellini nel febbraio 1319.
Dopo il 1318 non si hanno notizie certe sulle sue attività politiche, anche se è probabile che sia stato coinvolto nei conflitti tra guelfi al potere e ghibellini fuorusciti nel secondo quarto del XIV secolo. Nel 1321 risulta presente a Genova per la gestione di proprietà, come l’affitto di una taberna presso S. Ambrogio.